# Scopula loxosema
Scopula loxosema là một loài bướm đêm trong họ Geometridae.